# Seznam nosilcev medalje za hrabrost Republike Slovenije
Seznam nosilcev medalje za hrabrost Republike Slovenije.
- Seznam

2004
- Adolf Drofenik: »za hrabrost in pomoč sodelavcem pri reševanju v rudarski nesreči v Premogovniku Velenje«
- Matjaž Podvratnik: »za hrabrost in pomoč sodelavcem pri reševanju v rudarski nesreči v Premogovniku Velenje«

2008
- Drago Žnidaršič, Gašper Janežič, Podvodna reševalna služba Slovenije: »za tveganje, pogum in hitre odločitve pri reševanju in iskanju ponesrečencev«

2009
- Aleš Cesar, policist: »za izjemno hrabrost pri reševanju ljudi in premoženja, ob kateri je v nevarnost izpostavil svoje življenje«